# Сграда на Музея на съвременното изкуство (Скопие)
Сграда на Музея на съвременното изкуство (на македонска литературна норма: Зграда на Музејот на современата уметност) е музейна сграда в град Скопие, Република Македония. Обявена е за паметник на културата.

## Описание
Строителството на новата сграда на музея започва на 5 април 1969 година и продължава до 13 ноември 1970 година, когато е официално открита. Зданието представлява три свързани крила - две едноетажни и едно двуетажно, с обща площ от около 5000 m2, в които са разположени залите за временни изложби, постоянното изложбено пространство, лекционна зала, зали за филмови и видеопрожекции, библиотека и архиви, администрация и други. Около музея има големи паркови площи, които позволяват инсталирането на различни скулптурни проекти, както и просторни паркинги. Музейната сграда е дарение от правителството на Полша, по проект с национален конкурс. Архитекти на сградата са Йержи Мокшински, Евгениуш Виежбицки и Вацлав Клишевски. Реновирана е за първи път от откриването си и открива изложбата „Солидарност – непълен проект“ на 22 февруари 2014 година.